# Ивановский сельсовет (Балашихинский район)
Ивановский сельсовет — упразднённая административно-территориальная единица, существовавшая на территории Московской губернии и Московской области до 1960 года.
Ивановский сельсовет был образован в первые годы советской власти. По данным 1924 года он входил в состав Разинской волости Московского уезда Московской губернии.
По данным 1926 года в состав сельсовета входил 1 населённый пункт — село Ивановское.
14 января 1929 года Московский уезд был отнесён к Центрально-Промышленной области, но деление на губернии сохранено.
3 июня 1929 года Разинская волость была отнесена к Московскому округу, но деление на уезды сохранены. Центрально-Промышленная область была переименована в Московскую.
12 июля 1929 года Ивановский с/с был отнесён к Реутовскому району, но деление на волости сохранено.
1 октября 1929 года Разинская волость Московского уезда Московской области была упразднена.
23 июля 1930 года Московский округ был упразднён и Реутовский район перешёл в прямое подчинение Московской области.
19 мая 1941 года Реутовский район был переименован в Балашихинский.
Решением исполкома Моссовета и Мособлисполкома от 28 июля 1960 года и Указом Президиума Верховного Совета РСФСР от 18 августа 1960 года Ивановский с/с был упразднён. При этом бо́льшая часть его территории к западу от строящейся кольцевой автомобильной дороги была включена в черту города Москвы, а к востоку от неё — в черту Реутова.